# Parque nacional de Bhitarkanika
El parque nacional de Bhitarkanika es un parque nacional de la India, localizado en el distrito de Kendrapara en el estado de Orissa, al este del país. El parque abarca una zona núcleo de 145 kilómetros cuadrados del "santuario de la vida salvaje de Bhitarkanika". Los manglares de Bhitarkanika forman un pantano que están en el delta de los ríos Brahmani, Baitarani y Dhamara. 
El 26 de mayo de 2009 el «Área de conservación Bhitarkanika» fue inscrito en la Lista Indicativa de la India —paso previo a ser declarado Patrimonio de la Humanidad—, en la categoría de bien natural (n.º. ref 5446).

## Historia
El parque nacional fue creado en septiembre del año 1998 dentro del área principal del santuario de la vida salvaje de Bhitarkanika, que había sido creada en 1975, extendiendo la protección a más de 672 kilómetros cuadrados. El santuario es el segundo ecosistema de manglar en extensión de la India.
El parque nacional está rodeado por la Reserva Natural de Bhitarkanika, frente al Golfo de Bengala.  La playa de Gahirmatha y el santuario marino quedan al este, y separa la región de marismas cubierta por manglares de la bahía de Bengala. De ahí que exista una gran biodiversidad. 
El parque nacional y el santuario de la vida salvaje se ven inundados por una serie de ríos: Brahmani, Baitarni, Dhamra, Pathsala y otros.

## Flora
Entre las especies vegetales del parque, cabe citar manglares, árboles como Heritiera fomes, thespia, casuarinas, así como hierbas leguminosas (indigo bush) y más.

## Fauna
El parque es el hogar del cocodrilo marino en peligro de extinción. Bhitarkanika tiene una de las mayores poblaciones de cocodrilos de agua salada en peligro de extinción en la India y es única, globalmente, en el hecho de que el 10% de los adultos superan los 6 m de largo. Casi 700 cocodrilos de agua salada habitan los ríos y arroyos.
Alrededor de tres mil cocodrilos de agua salada nacieron durante la cría y época de anidamiento anual de 2014.
Entre los reptiles, cabe citar el pitón de la India, la cobra real y el varano acuático.
La tortuga de mar golfina anida sobre Gahirmatha y otras playas cercanas. 
Entre los mamíferos, se encuentran ejemplares de jabalí, macaco Rhesus y chital. Por lo que se refiere a la investigación de mamíferos del año 2014, la primera de su tipo emprendida en el bosque y los humedales del parque, dieron como resultado que 1.872 chitales y 1.213 jabalíes han hecho de las zonas boscosas su hogar. El resultado del censo en relación son otros mamíferos es el siguiente: monos - 1.522, chacales - 305, langures grises - 39, nutria - 38, sambar - 17, gato de la jungla - 11, zorro - 10, mangosta - 7, lobo - 7, gato pescador - 3, hiena - 12, según los datos del estudio.
Se ven frecuentemente en el parque 215 especies de avifauna incluyendo ocho variedades de martines pescadores. Pájaros como el picotenaza asiático, coromoranes, ibis negro, aníngidos, garcetas. Cada año, cerca de 80.000 aves migratorias llegan para la temporada de anidamiento durante el monzón.

## Enlaces de interés
- (en inglés) Fiche du parc sur le site UNEP-WCMC